# Стась, Пётр Зиновьевич
Пётр Зиновьевич Стась (1906—1967) — советский организатор науки и промышленности в области создания радиотехнических систем для авиационной и ракетно-космической техники, директор Остехуправления НКОП (1938—1939), НИИ-108 Наркомата электропромышленности (1943—1946), НИИ № 648 (1953—1955).
Родился в селе Городище Петровского уезда киевской губернии, в настоящее время — Петровский район Киевской области.
- до 1937 г. работал на Украине;
- С 1937 г. зам. начальника и начальник ОТБ, с октября 1938 г. директор Остехуправления НКОП до его ликвидации 31 августа 1939 в связи с передачей подведомственных ему предприятий в авиационную, судостроительную и электропромышленность;
- 1939—1941 работал на Украине;
- с 19 августа 1941 в Уфе уполномоченный ГКО на заводе средств военной связи
- 1942 директор завода № 697, созданного на базе эвакуированного из Ленинграда завода «Красная Заря» НКЭП.
- 1942—1943 секретарь Башкирского обкома ВКП(б) по электропромышленности (должность введена в связи с тем, что в Уфу были эвакуирован Наркомат связи и много предприятий этого профиля);
- 1943—1946 директор НИИ-108 Наркомата электропромышленности. Руководил разработкой и отработкой боевого применения радиолокационных станций с самолётами-истребителями для наведения их на самолёты противника(шифр «РД») и разработкой самолётной радиолокационной станции «ТОН»;
- 1946—1947 начальник группы Управления делами Совета Министров СССР;
- сентябрь 1947 — март 1949 заместитель министра промышленности средств связи СССР;
- 16.03.1949 — 1953 член Бюро по машиностроению и электропромышленности при СМ СССР по проверке исполнения решений правительства;
- 1953—1955 первый директор НИИ № 648 (НИИ точных приборов);
- 1955—1961 начальник 4-го Главного управления Министерства радиотехнической промышленности СССР. Курировал создание радиотехнических систем и систем телеметрической информации ракет стратегического назначения, геофизических ракет, первых искусственных спутников и космических аппаратов, в том числе первого в мире пилотируемого космического корабля-спутника «Восток».

С 1961 г. на пенсии по состоянию здоровья.
В 1952—1953 гг. находился под следствием (арестован 19 декабря 1952 г. и обвинён по ст. 58-1а, 10), постановлением МВД СССР от 25.04.1953 г. освобожден со снятием всех обвинений).
Награждён орденами, в том числе в 1961 г. орденом Трудового Красного Знамени «за выполнение специального задания Правительства» (участие в подготовке первого пилотируемого полета человека в космос).
Умер в 1967 году после тяжёлой и продолжительной болезни. Похоронен на Введенском кладбище (уч. 1).